# 1526
Portal Geschichte | Portal Biografien | Aktuelle Ereignisse | Jahreskalender | Tagesartikel

◄ |
15. Jahrhundert |
16. Jahrhundert
| 17. Jahrhundert | ►

◄ |
1490er |
1500er |
1510er |
1520er
| 1530er | 1540er | 1550er | ►

◄◄ |
◄ |
1522 |
1523 |
1524 |
1525 |
1526
| 1527 | 1528 | 1529 | 1530 | ► | ►►
Staatsoberhäupter  · Nekrolog · Kunstjahr · Literaturjahr · Musikjahr   · Wissenschaftsjahr
| Januar | Januar | Januar | Januar | Januar | Januar | Januar | Januar |
| Kw     | Mo     | Di     | Mi     | Do     | Fr     | Sa     | So     |
| ------ | ------ | ------ | ------ | ------ | ------ | ------ | ------ |
| 1      | 1      | 2      | 3      | 4      | 5      | 6      | 7      |
| 2      | 8      | 9      | 10     | 11     | 12     | 13     | 14     |
| 3      | 15     | 16     | 17     | 18     | 19     | 20     | 21     |
| 4      | 22     | 23     | 24     | 25     | 26     | 27     | 28     |
| 5      | 29     | 30     | 31     |        |        |        |        |

| Februar | Februar | Februar | Februar | Februar | Februar | Februar | Februar |
| Kw      | Mo      | Di      | Mi      | Do      | Fr      | Sa      | So      |
| ------- | ------- | ------- | ------- | ------- | ------- | ------- | ------- |
| 5       |         |         |         | 1       | 2       | 3       | 4       |
| 6       | 5       | 6       | 7       | 8       | 9       | 10      | 11      |
| 7       | 12      | 13      | 14      | 15      | 16      | 17      | 18      |
| 8       | 19      | 20      | 21      | 22      | 23      | 24      | 25      |
| 9       | 26      | 27      | 28      |         |         |         |         |

| März | März | März | März | März | März | März | März |
| Kw   | Mo   | Di   | Mi   | Do   | Fr   | Sa   | So   |
| ---- | ---- | ---- | ---- | ---- | ---- | ---- | ---- |
| 9    |      |      |      | 1    | 2    | 3    | 4    |
| 10   | 5    | 6    | 7    | 8    | 9    | 10   | 11   |
| 11   | 12   | 13   | 14   | 15   | 16   | 17   | 18   |
| 12   | 19   | 20   | 21   | 22   | 23   | 24   | 25   |
| 13   | 26   | 27   | 28   | 29   | 30   | 31   |      |

| April | April | April | April | April | April | April | April |
| Kw    | Mo    | Di    | Mi    | Do    | Fr    | Sa    | So    |
| ----- | ----- | ----- | ----- | ----- | ----- | ----- | ----- |
| 13    |       |       |       |       |       |       | 1     |
| 14    | 2     | 3     | 4     | 5     | 6     | 7     | 8     |
| 15    | 9     | 10    | 11    | 12    | 13    | 14    | 15    |
| 16    | 16    | 17    | 18    | 19    | 20    | 21    | 22    |
| 17    | 23    | 24    | 25    | 26    | 27    | 28    | 29    |
| 18    | 30    |       |       |       |       |       |       |

| Mai | Mai | Mai | Mai | Mai | Mai | Mai | Mai |
| Kw  | Mo  | Di  | Mi  | Do  | Fr  | Sa  | So  |
| --- | --- | --- | --- | --- | --- | --- | --- |
| 18  |     | 1   | 2   | 3   | 4   | 5   | 6   |
| 19  | 7   | 8   | 9   | 10  | 11  | 12  | 13  |
| 20  | 14  | 15  | 16  | 17  | 18  | 19  | 20  |
| 21  | 21  | 22  | 23  | 24  | 25  | 26  | 27  |
| 22  | 28  | 29  | 30  | 31  |     |     |     |

| Juni | Juni | Juni | Juni | Juni | Juni | Juni | Juni |
| Kw   | Mo   | Di   | Mi   | Do   | Fr   | Sa   | So   |
| ---- | ---- | ---- | ---- | ---- | ---- | ---- | ---- |
| 22   |      |      |      |      | 1    | 2    | 3    |
| 23   | 4    | 5    | 6    | 7    | 8    | 9    | 10   |
| 24   | 11   | 12   | 13   | 14   | 15   | 16   | 17   |
| 25   | 18   | 19   | 20   | 21   | 22   | 23   | 24   |
| 26   | 25   | 26   | 27   | 28   | 29   | 30   |      |

| Juli | Juli | Juli | Juli | Juli | Juli | Juli | Juli |
| Kw   | Mo   | Di   | Mi   | Do   | Fr   | Sa   | So   |
| ---- | ---- | ---- | ---- | ---- | ---- | ---- | ---- |
| 26   |      |      |      |      |      |      | 1    |
| 27   | 2    | 3    | 4    | 5    | 6    | 7    | 8    |
| 28   | 9    | 10   | 11   | 12   | 13   | 14   | 15   |
| 29   | 16   | 17   | 18   | 19   | 20   | 21   | 22   |
| 30   | 23   | 24   | 25   | 26   | 27   | 28   | 29   |
| 31   | 30   | 31   |      |      |      |      |      |

| August | August | August | August | August | August | August | August |
| Kw     | Mo     | Di     | Mi     | Do     | Fr     | Sa     | So     |
| ------ | ------ | ------ | ------ | ------ | ------ | ------ | ------ |
| 31     |        |        | 1      | 2      | 3      | 4      | 5      |
| 32     | 6      | 7      | 8      | 9      | 10     | 11     | 12     |
| 33     | 13     | 14     | 15     | 16     | 17     | 18     | 19     |
| 34     | 20     | 21     | 22     | 23     | 24     | 25     | 26     |
| 35     | 27     | 28     | 29     | 30     | 31     |        |        |

| September | September | September | September | September | September | September | September |
| Kw        | Mo        | Di        | Mi        | Do        | Fr        | Sa        | So        |
| --------- | --------- | --------- | --------- | --------- | --------- | --------- | --------- |
| 35        |           |           |           |           |           | 1         | 2         |
| 36        | 3         | 4         | 5         | 6         | 7         | 8         | 9         |
| 37        | 10        | 11        | 12        | 13        | 14        | 15        | 16        |
| 38        | 17        | 18        | 19        | 20        | 21        | 22        | 23        |
| 39        | 24        | 25        | 26        | 27        | 28        | 29        | 30        |

| Oktober | Oktober | Oktober | Oktober | Oktober | Oktober | Oktober | Oktober |
| Kw      | Mo      | Di      | Mi      | Do      | Fr      | Sa      | So      |
| ------- | ------- | ------- | ------- | ------- | ------- | ------- | ------- |
| 40      | 1       | 2       | 3       | 4       | 5       | 6       | 7       |
| 41      | 8       | 9       | 10      | 11      | 12      | 13      | 14      |
| 42      | 15      | 16      | 17      | 18      | 19      | 20      | 21      |
| 43      | 22      | 23      | 24      | 25      | 26      | 27      | 28      |
| 44      | 29      | 30      | 31      |         |         |         |         |

| November | November | November | November | November | November | November | November |
| Kw       | Mo       | Di       | Mi       | Do       | Fr       | Sa       | So       |
| -------- | -------- | -------- | -------- | -------- | -------- | -------- | -------- |
| 44       |          |          |          | 1        | 2        | 3        | 4        |
| 45       | 5        | 6        | 7        | 8        | 9        | 10       | 11       |
| 46       | 12       | 13       | 14       | 15       | 16       | 17       | 18       |
| 47       | 19       | 20       | 21       | 22       | 23       | 24       | 25       |
| 48       | 26       | 27       | 28       | 29       | 30       |          |          |

| Dezember | Dezember | Dezember | Dezember | Dezember | Dezember | Dezember | Dezember |
| Kw       | Mo       | Di       | Mi       | Do       | Fr       | Sa       | So       |
| -------- | -------- | -------- | -------- | -------- | -------- | -------- | -------- |
| 48       |          |          |          |          |          | 1        | 2        |
| 49       | 3        | 4        | 5        | 6        | 7        | 8        | 9        |
| 50       | 10       | 11       | 12       | 13       | 14       | 15       | 16       |
| 51       | 17       | 18       | 19       | 20       | 21       | 22       | 23       |
| 52       | 24       | 25       | 26       | 27       | 28       | 29       | 30       |
| 1        | 31       |          |          |          |          |          |          |

| Januar | Januar | Januar | Januar | Januar | Januar | Januar | Januar |
| Kw     | Mo     | Di     | Mi     | Do     | Fr     | Sa     | So     |
| ------ | ------ | ------ | ------ | ------ | ------ | ------ | ------ |
| 1      | 1      | 2      | 3      | 4      | 5      | 6      | 7      |
| 2      | 8      | 9      | 10     | 11     | 12     | 13     | 14     |
| 3      | 15     | 16     | 17     | 18     | 19     | 20     | 21     |
| 4      | 22     | 23     | 24     | 25     | 26     | 27     | 28     |
| 5      | 29     | 30     | 31     |        |        |        |        |

| Februar | Februar | Februar | Februar | Februar | Februar | Februar | Februar |
| Kw      | Mo      | Di      | Mi      | Do      | Fr      | Sa      | So      |
| ------- | ------- | ------- | ------- | ------- | ------- | ------- | ------- |
| 5       |         |         |         | 1       | 2       | 3       | 4       |
| 6       | 5       | 6       | 7       | 8       | 9       | 10      | 11      |
| 7       | 12      | 13      | 14      | 15      | 16      | 17      | 18      |
| 8       | 19      | 20      | 21      | 22      | 23      | 24      | 25      |
| 9       | 26      | 27      | 28      |         |         |         |         |

| März | März | März | März | März | März | März | März |
| Kw   | Mo   | Di   | Mi   | Do   | Fr   | Sa   | So   |
| ---- | ---- | ---- | ---- | ---- | ---- | ---- | ---- |
| 9    |      |      |      | 1    | 2    | 3    | 4    |
| 10   | 5    | 6    | 7    | 8    | 9    | 10   | 11   |
| 11   | 12   | 13   | 14   | 15   | 16   | 17   | 18   |
| 12   | 19   | 20   | 21   | 22   | 23   | 24   | 25   |
| 13   | 26   | 27   | 28   | 29   | 30   | 31   |      |

| April | April | April | April | April | April | April | April |
| Kw    | Mo    | Di    | Mi    | Do    | Fr    | Sa    | So    |
| ----- | ----- | ----- | ----- | ----- | ----- | ----- | ----- |
| 13    |       |       |       |       |       |       | 1     |
| 14    | 2     | 3     | 4     | 5     | 6     | 7     | 8     |
| 15    | 9     | 10    | 11    | 12    | 13    | 14    | 15    |
| 16    | 16    | 17    | 18    | 19    | 20    | 21    | 22    |
| 17    | 23    | 24    | 25    | 26    | 27    | 28    | 29    |
| 18    | 30    |       |       |       |       |       |       |

| Mai | Mai | Mai | Mai | Mai | Mai | Mai | Mai |
| Kw  | Mo  | Di  | Mi  | Do  | Fr  | Sa  | So  |
| --- | --- | --- | --- | --- | --- | --- | --- |
| 18  |     | 1   | 2   | 3   | 4   | 5   | 6   |
| 19  | 7   | 8   | 9   | 10  | 11  | 12  | 13  |
| 20  | 14  | 15  | 16  | 17  | 18  | 19  | 20  |
| 21  | 21  | 22  | 23  | 24  | 25  | 26  | 27  |
| 22  | 28  | 29  | 30  | 31  |     |     |     |

| Juni | Juni | Juni | Juni | Juni | Juni | Juni | Juni |
| Kw   | Mo   | Di   | Mi   | Do   | Fr   | Sa   | So   |
| ---- | ---- | ---- | ---- | ---- | ---- | ---- | ---- |
| 22   |      |      |      |      | 1    | 2    | 3    |
| 23   | 4    | 5    | 6    | 7    | 8    | 9    | 10   |
| 24   | 11   | 12   | 13   | 14   | 15   | 16   | 17   |
| 25   | 18   | 19   | 20   | 21   | 22   | 23   | 24   |
| 26   | 25   | 26   | 27   | 28   | 29   | 30   |      |

| Juli | Juli | Juli | Juli | Juli | Juli | Juli | Juli |
| Kw   | Mo   | Di   | Mi   | Do   | Fr   | Sa   | So   |
| ---- | ---- | ---- | ---- | ---- | ---- | ---- | ---- |
| 26   |      |      |      |      |      |      | 1    |
| 27   | 2    | 3    | 4    | 5    | 6    | 7    | 8    |
| 28   | 9    | 10   | 11   | 12   | 13   | 14   | 15   |
| 29   | 16   | 17   | 18   | 19   | 20   | 21   | 22   |
| 30   | 23   | 24   | 25   | 26   | 27   | 28   | 29   |
| 31   | 30   | 31   |      |      |      |      |      |

| August | August | August | August | August | August | August | August |
| Kw     | Mo     | Di     | Mi     | Do     | Fr     | Sa     | So     |
| ------ | ------ | ------ | ------ | ------ | ------ | ------ | ------ |
| 31     |        |        | 1      | 2      | 3      | 4      | 5      |
| 32     | 6      | 7      | 8      | 9      | 10     | 11     | 12     |
| 33     | 13     | 14     | 15     | 16     | 17     | 18     | 19     |
| 34     | 20     | 21     | 22     | 23     | 24     | 25     | 26     |
| 35     | 27     | 28     | 29     | 30     | 31     |        |        |

| September | September | September | September | September | September | September | September |
| Kw        | Mo        | Di        | Mi        | Do        | Fr        | Sa        | So        |
| --------- | --------- | --------- | --------- | --------- | --------- | --------- | --------- |
| 35        |           |           |           |           |           | 1         | 2         |
| 36        | 3         | 4         | 5         | 6         | 7         | 8         | 9         |
| 37        | 10        | 11        | 12        | 13        | 14        | 15        | 16        |
| 38        | 17        | 18        | 19        | 20        | 21        | 22        | 23        |
| 39        | 24        | 25        | 26        | 27        | 28        | 29        | 30        |

| Oktober | Oktober | Oktober | Oktober | Oktober | Oktober | Oktober | Oktober |
| Kw      | Mo      | Di      | Mi      | Do      | Fr      | Sa      | So      |
| ------- | ------- | ------- | ------- | ------- | ------- | ------- | ------- |
| 40      | 1       | 2       | 3       | 4       | 5       | 6       | 7       |
| 41      | 8       | 9       | 10      | 11      | 12      | 13      | 14      |
| 42      | 15      | 16      | 17      | 18      | 19      | 20      | 21      |
| 43      | 22      | 23      | 24      | 25      | 26      | 27      | 28      |
| 44      | 29      | 30      | 31      |         |         |         |         |

| November | November | November | November | November | November | November | November |
| Kw       | Mo       | Di       | Mi       | Do       | Fr       | Sa       | So       |
| -------- | -------- | -------- | -------- | -------- | -------- | -------- | -------- |
| 44       |          |          |          | 1        | 2        | 3        | 4        |
| 45       | 5        | 6        | 7        | 8        | 9        | 10       | 11       |
| 46       | 12       | 13       | 14       | 15       | 16       | 17       | 18       |
| 47       | 19       | 20       | 21       | 22       | 23       | 24       | 25       |
| 48       | 26       | 27       | 28       | 29       | 30       |          |          |

| Dezember | Dezember | Dezember | Dezember | Dezember | Dezember | Dezember | Dezember |
| Kw       | Mo       | Di       | Mi       | Do       | Fr       | Sa       | So       |
| -------- | -------- | -------- | -------- | -------- | -------- | -------- | -------- |
| 48       |          |          |          |          |          | 1        | 2        |
| 49       | 3        | 4        | 5        | 6        | 7        | 8        | 9        |
| 50       | 10       | 11       | 12       | 13       | 14       | 15       | 16       |
| 51       | 17       | 18       | 19       | 20       | 21       | 22       | 23       |
| 52       | 24       | 25       | 26       | 27       | 28       | 29       | 30       |
| 1        | 31       |          |          |          |          |          |          |

## Ereignisse

### Politik und Weltgeschehen

#### Italienische Kriege

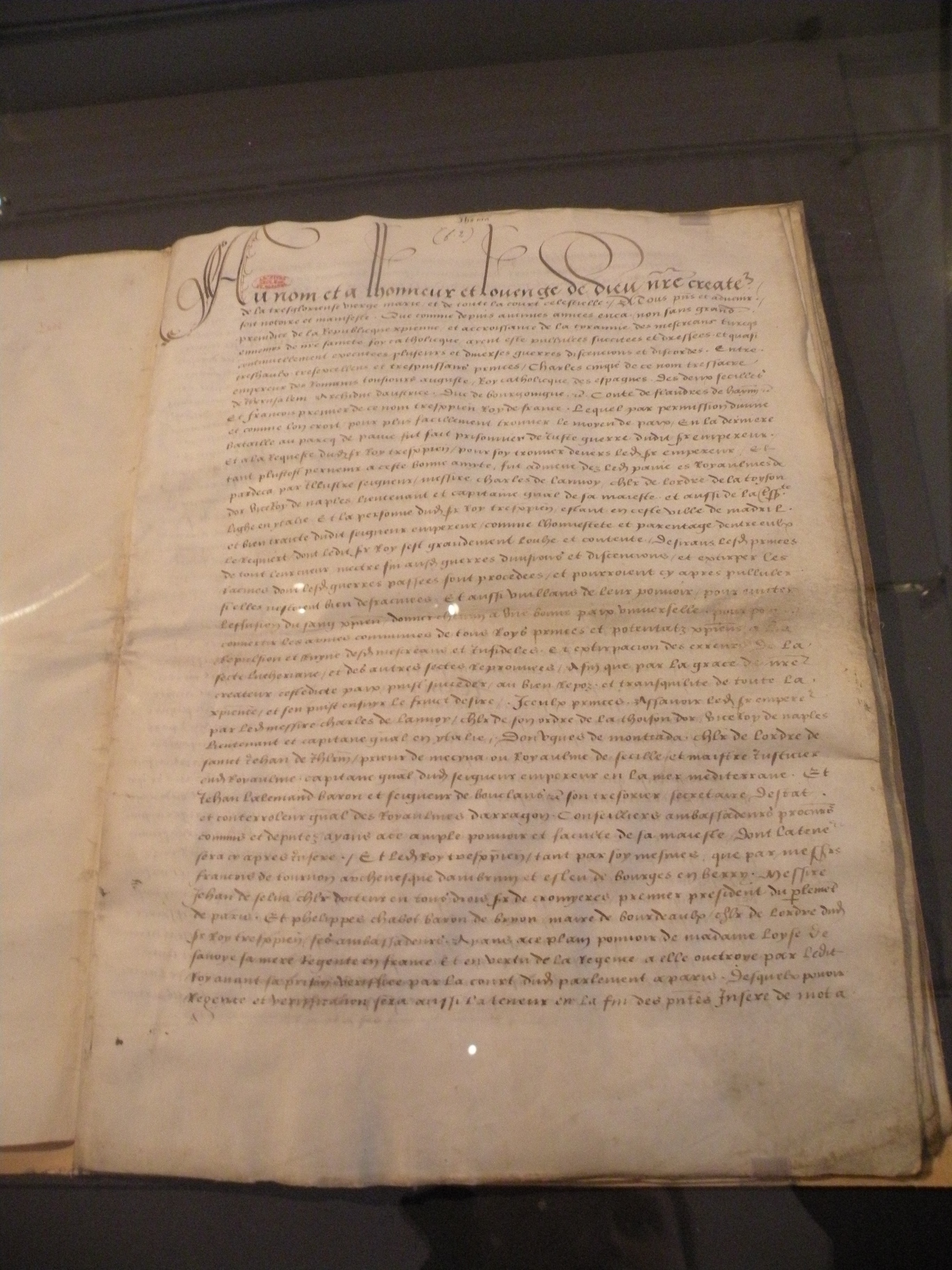
Friede von Madrid, erste Seite

- 14. Januar: König Karl V. und der gefangene französische König Franz I. schließen knapp ein Jahr nach der Schlacht bei Pavia den Frieden von Madrid. Der französische König verzichtet darin auf Neapel und Mailand und sichert die Rückgabe Burgunds zu. Nach seiner Freilassung bricht er den Vertrag.
- 22. Mai: Die Liga von Cognac gegen Kaiser Karl V. wird gebildet, deren Hauptbeteiligte der französische König Franz I. und Papst Clemens VII. sind. Wenig später beginnt der zweite Krieg zwischen Franz I. und Karl V. Die Truppen der Liga marschieren unter der Führung des Herzogs von Urbino Francesco Maria I. della Rovere im Herzogtum Mailand ein. Die kaiserlichen Truppen in der Lombardei befinden sich zu diesem Zeitpunkt in einer militärisch schwachen Position: sie sind zahlenmäßig nicht stark, der Sold steht seit langem aus und bei der einheimischen Bevölkerung sind sie verhasst. Georg von Frundsberg, der Sieger von Pavia, sammelt daraufhin in kaiserlichem Auftrag ein Landsknechtheer und zieht mit 20.000 Mann gegen die päpstlichen Truppen, die er am Jahresende bei Brescia schlägt.

#### Deutscher Bauernkrieg

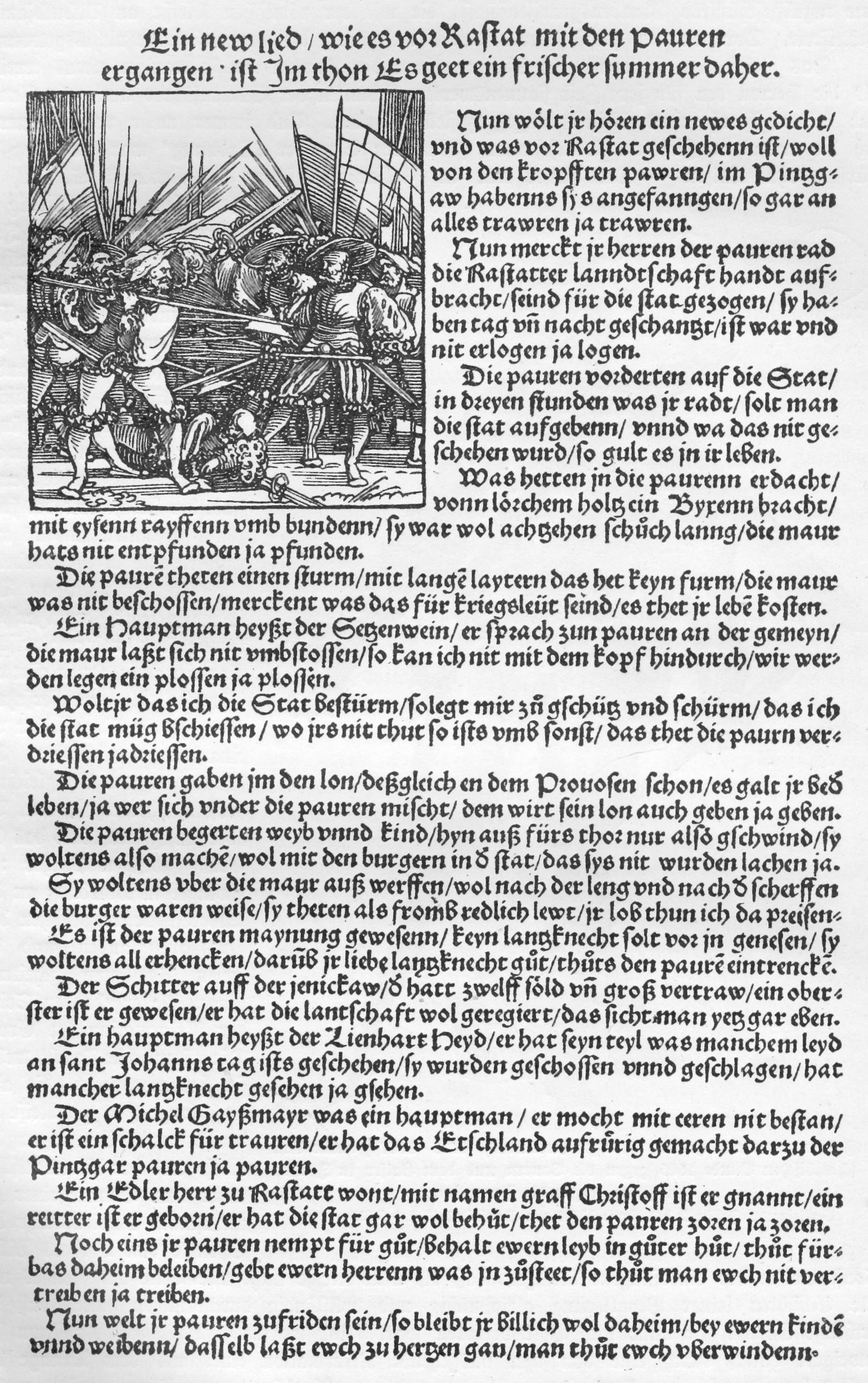
Flugblatt mit Spottlied gegen die aufständischen Bauern vor Radstadt

- 9. Mai: In seinem Entwurf einer neuen Tiroler Landesordnung konzipiert der Bauernführer Michael Gaismair einen egalitären, christlich-demokratischen Knappen- und Bauernstaat. Er sammelt im Anschluss Getreue um sich und unterstützt den Bauernaufstand in Salzburg.
- Mai/Juni: Während er Radstadt belagert, schlägt Michael Gaismair erfolgreiche Gefechte gegen heranrückende Heere.
- 1. Juli: Die Pinzgauer Aufständischen erleiden im Bauernkrieg bei Zell am See eine Niederlage gegen die Truppen des Schwäbischen Bundes.
- 2. Juli: Michael Gaismair und sein Bauernheer erleiden in der Schlacht bei Radstadt eine vernichtende Niederlage. Damit endet der Bauernkrieg in Tirol. Gaismair entkommt über die Alpen nach Venetien.

#### Weitere Ereignisse im Reich/Iberische Halbinsel

Der protestantische Torgauer Bund (lila) und der katholische Dessauer Bund (gelb)

- 27. Februar: Als Reaktion auf den Dessauer Bund mehrerer katholischer Fürsten schließen Kurfürst Johann der Beständige von Sachsen und Landgraf Philipp von Hessen in Gotha ein Verteidigungsbündnis, dem sich im Sommer eine Reihe weiterer Fürsten anschließen, darunter die Herzöge von Preußen, Mecklenburg-Schwerin und Mecklenburg-Güstrow sowie Braunschweig-Lüneburg und Braunschweig-Grubenhagen (Torgauer Bund).

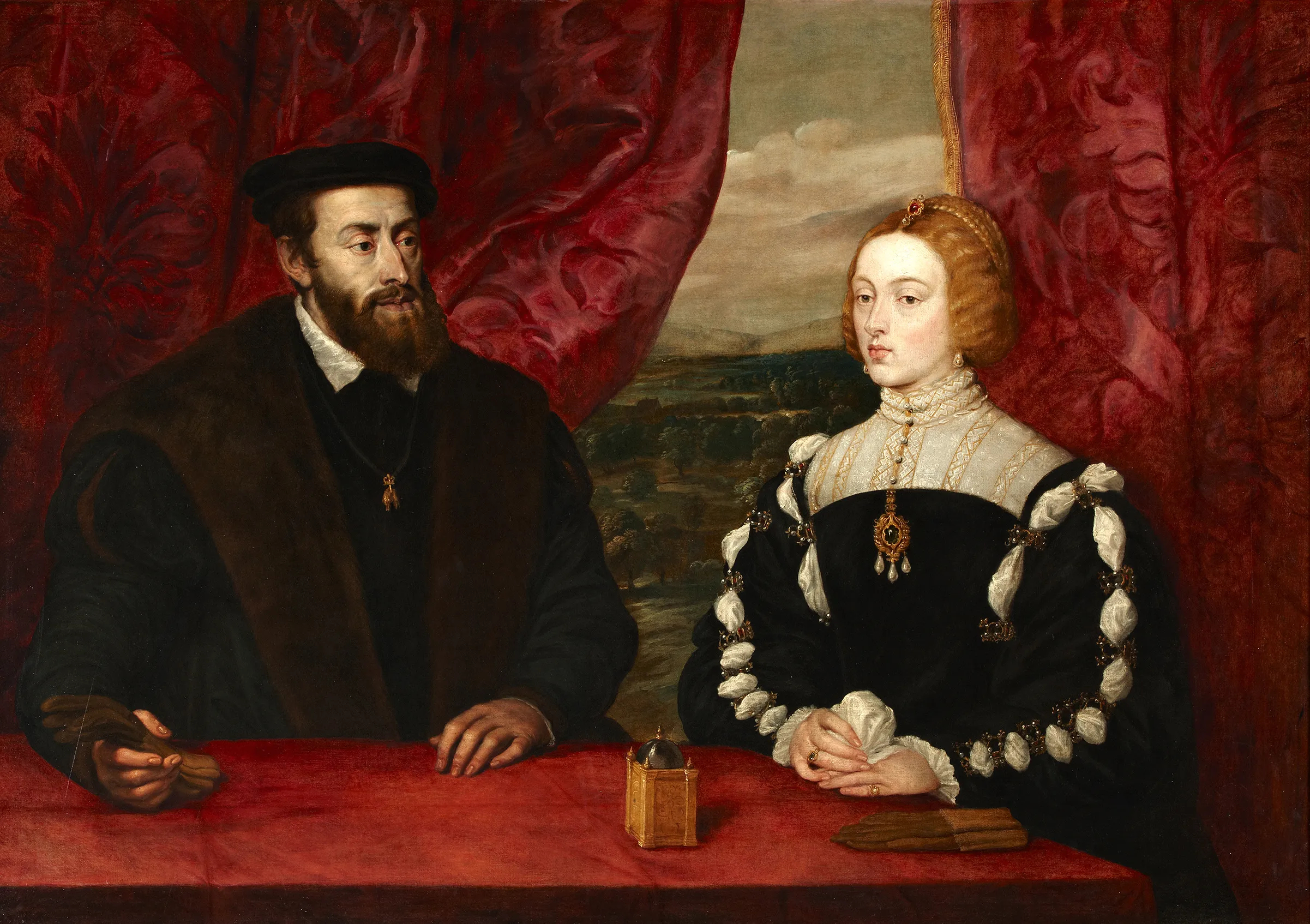
Bildnis von Carlos V und Isabel de Portugal, Kopie von Peter Paul Rubens nach einem verlorenen Original von Tizian

- 10. März: Kaiser Karl V., zugleich als Carlos I. König von Spanien, heiratet in Sevilla Isabella von Portugal, die Schwester des portugiesischen Königs Johann III. Der Hochzeit sind jahrelange Verhandlungen über kolonialpolitische Streitigkeiten und über die Höhe der Mitgift vorausgegangen. Wegen des engen Verwandtschaftsverhältnisses der beiden benötigen sie einen Dispens, den Papst Clemens VII. erteilt. Obwohl die Heirat des Kaiserpaars rein politisch motiviert ist, verlieben sich die Eheleute rasch ineinander und führen eine äußerst glückliche Ehe. Im Sommer übersiedelt das Paar nach Granada und logiert bis Jahresende in der Alhambra. Der Kaiser wird deshalb sogar von Mitgliedern des Staatsrates gerügt, seine Flitterwochen nicht zu lange auszudehnen.
- 12. Juni: Dem Torgauer Bund treten mit dem Magdeburger Vertrag weitere norddeutsche Fürsten protestantischen Glaubens bei, was den politischen Einfluss der Vereinigung in der Zeit der Reformation stärkt.
- 25. Juni: Der Bundstag der Drei Bünde beschließt die zweiten Ilanzer Artikel
- 27. August: Der Reichstag zu Speyer beschließt in der Religionsfrage den Reichsständen zu erlauben, für sich also zu leben, zu regieren und zu halten, wie ein jeder solches gegen Gott, und Käyserl. Majestät hoffet und vertraut zu verantworten. Damit ist das Wormser Edikt faktisch aufgehoben; eine endgültige Entscheidung wird einem noch einzuberufenden Nationalkonzil vorbehalten.

#### Ungarn / Osmanisches Reich
- April: Nachdem das Königreich Ungarn Tributzahlungen verweigert hat, marschiert ein osmanisches Heer von angeblich 50.000 bis 60.000 Mann unter Sultan Süleyman I. von Belgrad aus Richtung Buda.
- 12. Juli: Eine Vorhut unter Makbul Ibrahim Pascha erobert Peterwardein.
- 22. August: Die osmanische Armee überquert die Drau bei Mohács.

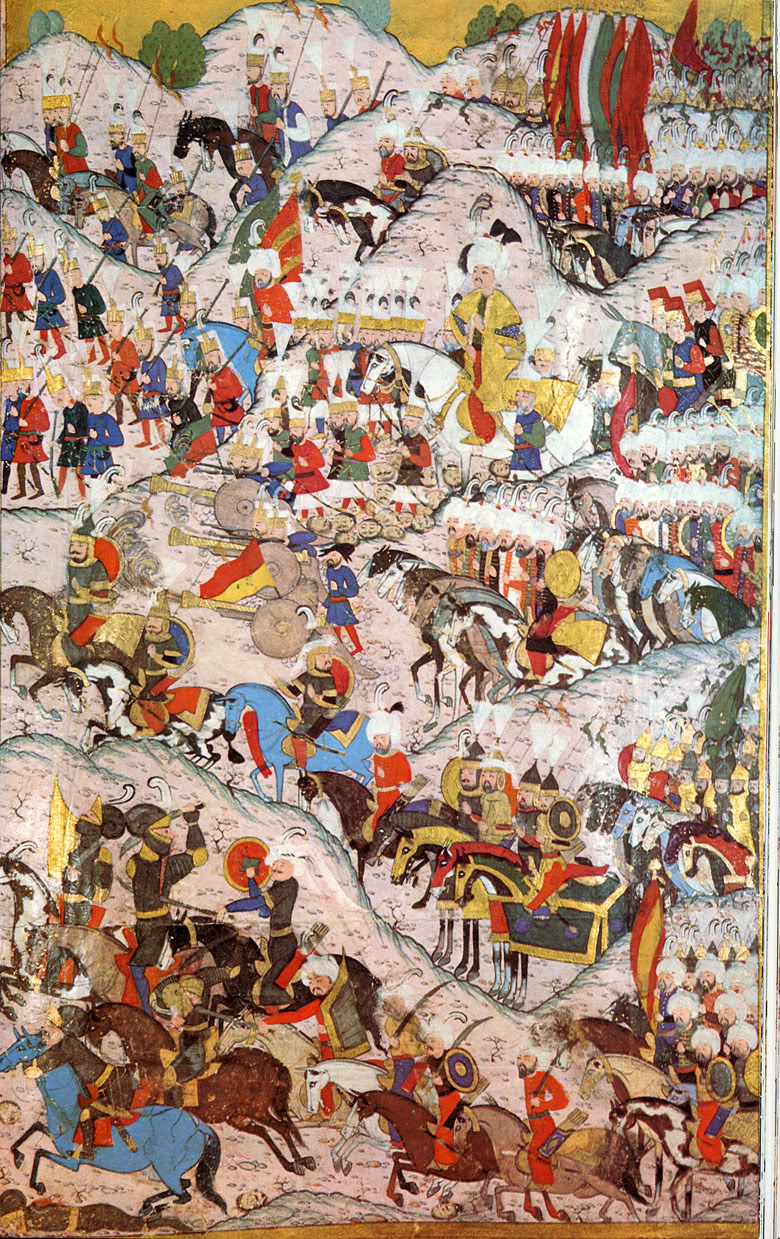
Schlacht bei Mohács, zeitgen. Darst. aus der osmanischen Bilderhandschrift Hünername

- 29. August: Die Türken unter Süleyman dem Prächtigen siegen in der Schlacht bei Mohács über die Ungarn. Ludwig II., König von Ungarn und Böhmen, ertrinkt auf der Flucht.
- 10. September: Die Osmanen erobern Buda. Am 25. September wird Pest in Brand gesteckt. Danach rückt das osmanische Heer über Belgrad wieder ab. Nur in den Grenzfestungen liegen noch osmanische Truppen.
- 16. Oktober: Ludwigs Onkel Johann Zápolya wird in Tokaj von einer Mehrheitsvertretung des niederen und mittleren weltlichen Adels und der hohen Geistlichkeit zum König von Ungarn gewählt. Seine Wahl wird von einer weiteren Versammlung in Stuhlweißenburg am 10. November bestätigt und er wird am folgenden Tag als Johann I. mit der Stephanskrone gekrönt.
- 16. Dezember: Ludwigs Schwager Ferdinand I. aus dem Haus Habsburg wird von den Ständen in Preßburg zum König von Ungarn gewählt. Zu den wenigen ungarischen Unterstützern Ferdinands zählen prominente hohe Adelige, vor allem aus Westungarn. Im folgenden Jahr kommt es zum Bürgerkrieg in Ungarn.

#### Asien

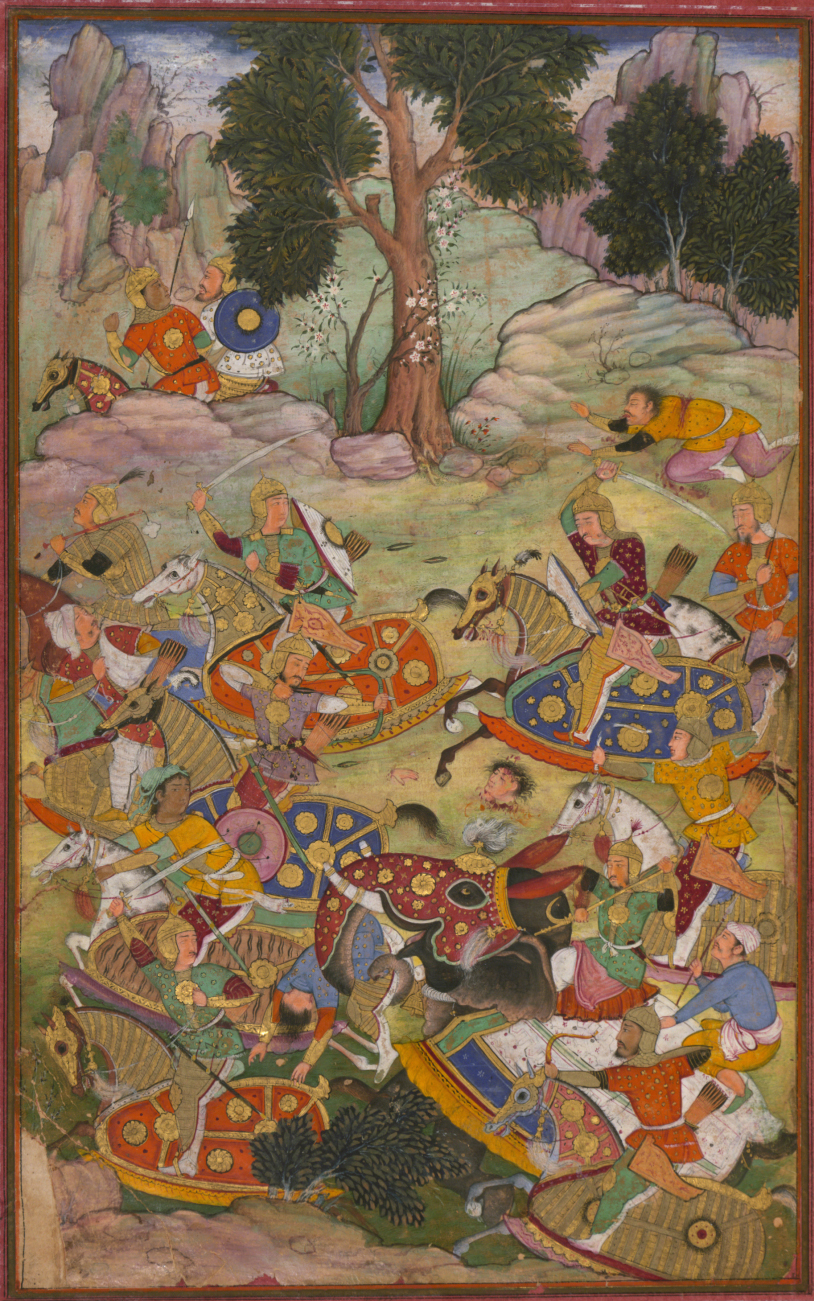
Erste Schlacht bei Panipat (Darst. spätes 16. Jh.)

- 20. April: In der Ersten Schlacht von Panipat besiegt Babur, ein Nachkomme Dschingis Khans und Timur Langs, Ibrahim Lodi, den letzten Sultan von Delhi und begründet auf dessen Boden das nordindische Mogulreich.
- 9. Juni: Nach dem Tod von Go-Kashiwabara am 19. Mai wird sein jüngerer Bruder Go-Nara Tennō von Japan. Aufgrund finanzieller Probleme kann seine Krönungszeremonie allerdings erst im Jahre 1536 abgehalten werden.

#### Europäische Entdeckungsreisen
- Januar: Die Expedition von García Jofre de Loaísa erreicht unter großen Schwierigkeiten Patagonien.
- 21. August: Der spanische Forscher und Entdecker Alonso de Salazar entdeckt die Marshallinseln.

### Wirtschaft
- 31. Mai: Cord Broyhan erfindet in Hannover das Broyhan-Bier. Dieses hellbraune, obergärige Bier wird rasch zu einem Exportschlager der Stadt, der ihr eine wirtschaftliche Blüte beschert.

### Wissenschaft und Technik
- Philipp Melanchthon gründet in Nürnberg das erste Gymnasium, das später nach ihm benannte Melanchthon-Gymnasium Nürnberg.

### Kultur

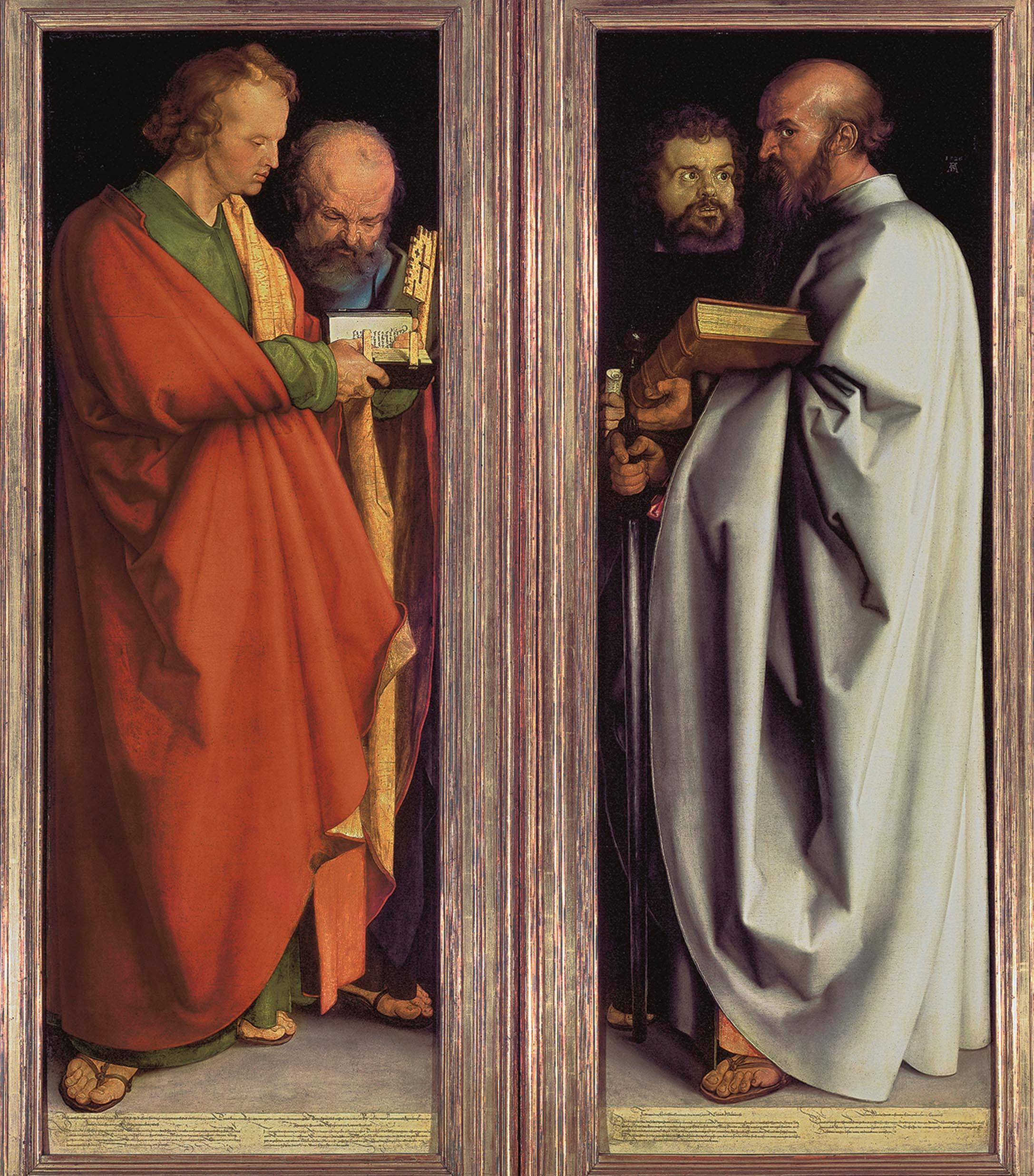
Die vier Apostel

- Albrecht Dürer vollendet die beiden zusammenhängenden Gemälde Die vier Apostel, sein letztes großes malerisches Werk.

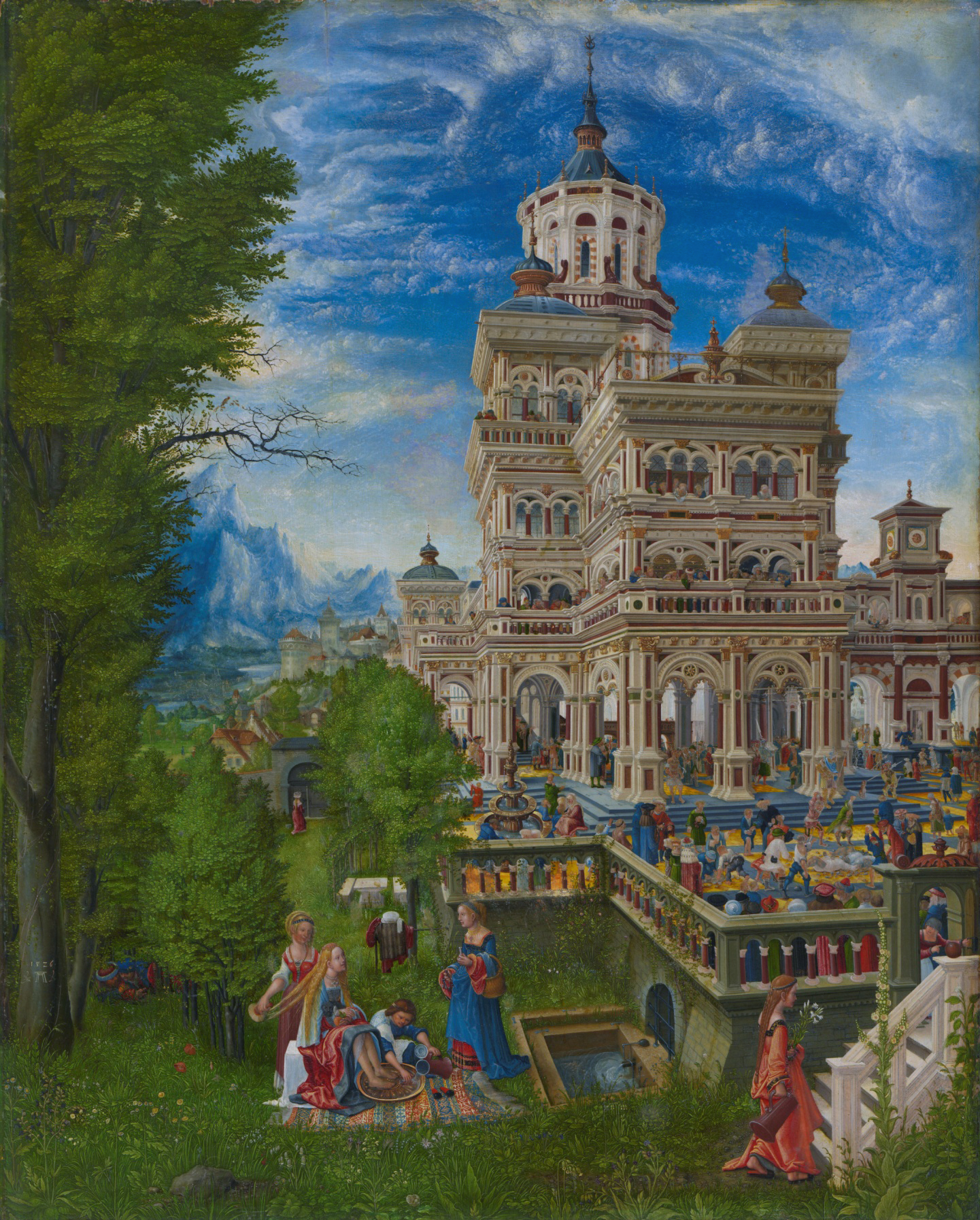
Susanna und die beiden Alten

- Albrecht Altdorfer malt in Öl auf Holz das Bild Susanna und die beiden Alten.
- Der nicht fertiggestellte Triumphzug Kaiser Maximilians wird erstmals gedruckt.

### Religion
- 8. Juni: Die am 19. Mai begonnene Badener Disputation in der Schweiz geht zu Ende. Die katholische Seite mit ihrem Wortführer Johannes Eck setzt sich gegenüber reformatorischen Argumenten, die Johannes Oekolampad und Berchtold Haller als Vertreter Ulrich Zwinglis vorbringen, durch. Neun Stände der Tagsatzung entscheiden sich für den alten, vier für den neuen Glauben.
- Juni: In Oldersum findet das Oldersumer Religionsgespräch statt, ein von Ulrich von Dornum initiiertes öffentliches Streitgespräch des Emder Predigers Georg Aportanus mit dem katholischen Dominikanerprior Laurens Laurensen. Die im Anschluss von Ulrich verfasste Schrift über das Streitgespräch findet weite Verbreitung und trägt auf diese Weise zur schnellen Durchsetzung des Protestantismus in Ostfriesland bei.
- 21. Oktober: Beginn der von Landgraf Philipp von Hessen einberufenen Homberger Synode; sie beschließt die Einführung einer evangelischen Landeskirchenordnung für die Landgrafschaft. Die hessischen Klöster werden säkularisiert, die Predigt nach lutherischer Lehre vorgeschrieben; erstmals werden auch Kirchenbücher angelegt.

## Geboren

### Erstes Halbjahr
- 01. Januar: Luis Beltrán, spanischer Dominikaner, Heiliger der katholischen Kirche, Verteidiger der Indianerrechte († 1581)
- 05. Januar: Christian Schütz, deutscher evangelischer Theologe († 1592)
- 25. Januar: Adolf I., Herzog von Schleswig-Holstein-Gottorf († 1586)
- 21. Februar: Abraham Ulrich, deutscher evangelischer Theologe († 1577)
- 04. März: Henry Carey, 1. Baron Hunsdon, englischer Adeliger († 1596)
- 11. März: Heinrich Rantzau, dänischer Statthalter des königlichen Anteils an den Herzogtümer Schleswig und Holstein († 1598)
- 23. März: Joachim vom Berge, deutscher Diplomat und Staatsmann († 1602)
- 31. März: Benedikt der Mohr, äthiopischstämmiger befreiter Sklave und Ordensmann auf Sizilien, Heiliger der katholischen Kirche († 1589)
- 08. April: Elisabeth von Braunschweig-Calenberg, Gräfin von Henneberg-Schleusingen († 1566)
- 12. April: Marcus Antonius Muretus, französischer Humanist († 1585)
- 20. April: Ulrich Fugger, deutscher Humanist († 1584)
- 26. April: Nikolaus Jagenteufel, deutscher lutherischer Theologe und Pädagoge († 1583)
- 26. April: Matthias Stoius, deutscher Mathematiker und Mediziner († 1583)

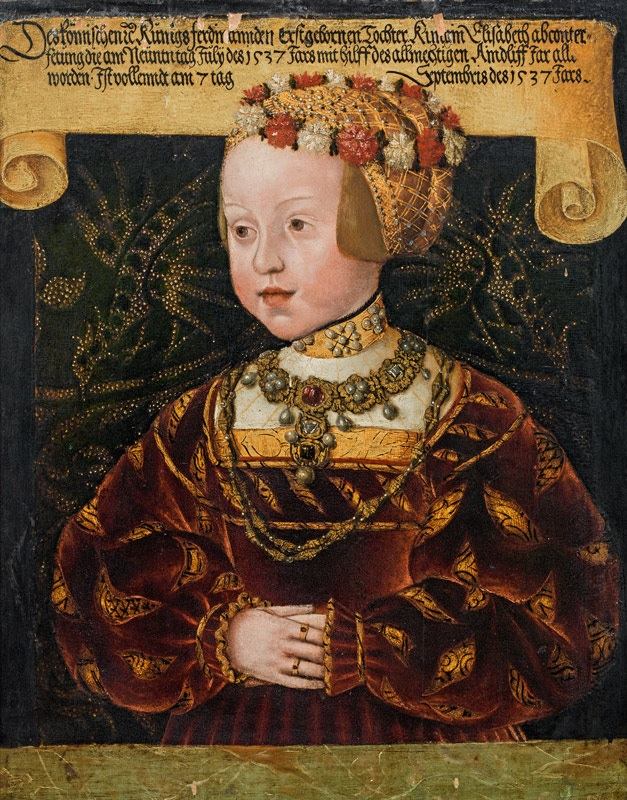
Erzherzogin Elisabeth von Österreich als Kind

- 09. Juni: Elisabeth von Österreich, Titularkönigin von Polen († 1545)

### Zweites Halbjahr
- 10. Juli: Philippe III. de Croÿ, Führer des römisch-katholischen Adels in den Spanischen Niederlanden († 1595)
- 14. Juli: Joachim von Neuhaus, Burggraf von Karlstein und Oberstkanzler von Böhmen († 1565)
- 22. Juli: Johann Stromer, deutscher Rechtswissenschaftler († 1607)
- 31. Juli: August I., Kurfürst von Sachsen († 1586)
- 18. August: Claude de Lorraine, Herzog von Aumale († 1573)
- 22. August: Adolf, Graf von Nassau-Saarbrücken († 1559)
- 19. September: Martin Crusius, deutscher Altphilologe und Historiker († 1607)
- 26. September: Wolfgang, Pfalzgraf und Herzog von Pfalz-Zweibrücken sowie Herzog von Pfalz-Neuburg († 1569)
- 01. Oktober: Dorothy Stafford, englische Adelige († 1604)

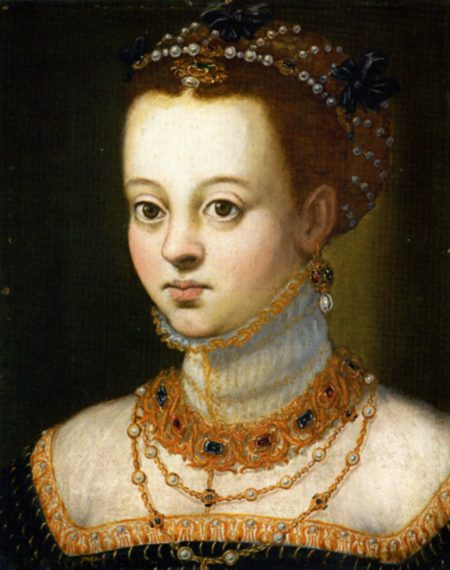
Katharina Jagiellonica

- 01. November: Katharina Jagiellonica, polnisch-litauische Prinzessin, Königin von Schweden († 1583)
- 30. November: Philipp III., Graf von Hanau-Münzenberg († 1561)
- 12. Dezember: Alvaro de Bazán, spanischer Flottenkommandant († 1588)
- 28. Dezember: Anna Maria, Prinzessin von Brandenburg-Ansbach und Herzogin von Württemberg († 1589)

### Genaues Geburtsdatum unbekannt
- Aman Isa Khan, uigurische Mukam-Meisterin, Dichterin und Musikerin († 1560)
- Gabriel de Lorges, Graf Montgomery († 1574)
- Johannes Matthaeus, deutscher evangelischer Theologe († 1588)
- Andreas Ellinger, deutscher Mediziner und neulateinischer Dichter († 1582)

## Gestorben

### Todesdatum gesichert
- 16. Januar: Katharina von der Pfalz, Äbtissin des Klosters Neuburg (* 1499)

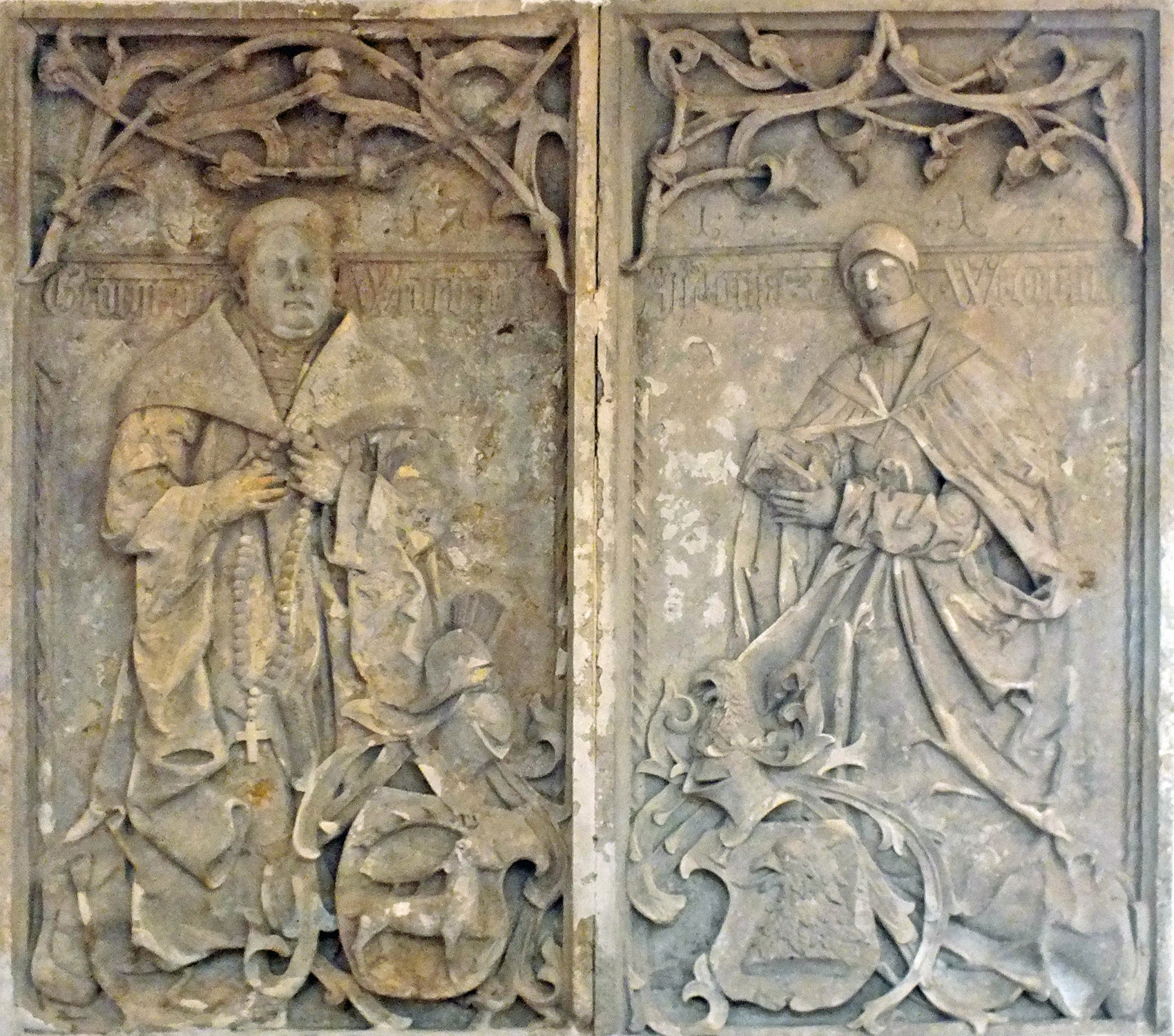
Epitaph Apollonias von Wiedebach und ihres Mannes Georg in der Leipziger Thomaskirche

- 21. Januar: Apollonia von Wiedebach, sächsische Adlige und Stifterin (* 1470)
- 31. Januar: Elisabetta Gonzaga, Herzogin von Urbino (* 1471)
- 10. Februar: Johann V., Graf von Oldenburg (* 1460)
- 04. März: Hans Judenkönig, österreichischer Lautenspieler (* um 1450)
- 10. März: Janusz III., Herzog von Masowien (* 1502)
- 24. März: Adolf von Anhalt-Zerbst, katholischer Bischof von Merseburg (* 1458)
- 30. März: Mutianus Rufus, deutscher Humanist (* 1470)
- 20. April: Ibrahim Lodi, letzter Herrscher des Sultanats von Delhi (* unbekannt)
- 19. Mai: Go-Kashiwabara, 104. Kaiser von Japan (* 1464)
- 30. Juli: García Jofre de Loaísa, spanischer Seefahrer (* um 1490)
- 04. August: Juan Sebastián Elcano, spanischer Seefahrer und Weltumsegler (* 1486/87)
- 06. August: Johannes Xylotectus, Schweizer Reformator und Kirchenlieddichter (* 1490)
- 18. August: Heinrich VII. von Rosenberg, böhmischer Adeliger (* 1496)
- 29. August: Ludwig II., König von Böhmen, Ungarn und Kroatien (* 1506)
- 29. August: Thomas Stoltzer, deutscher Komponist (* um 1480)
- 04. September: John Stewart, 3. Earl of Lennox, schottischer Adeliger (* um 1490)
- 05. November: Scipione del Ferro, italienischer Mathematiker (* 1465)
- 30. November: Giovanni dalle Bande Nere, italienischer Condottiere (* 1498)
- 02. Dezember: Thomas Fuchs von Wallburg, Reichshauptmann in Regensburg
- 06. Dezember: Heinrich IV., Fürst von Braunschweig-Grubenhagen (* 1460)
- 22. Dezember: Antonius, Graf von Holstein-Pinneberg und Schauenburg (* 1439)
- 24. Dezember: Veit Hirschvogel, deutscher Glasmaler (* 1461)

### Genaues Todesdatum unbekannt
- Petrus Martyr von Anghiera, spanischer Geschichtsschreiber und Kartograf (* 1457)
- Johannes Dörig, Schweizer katholischer Pfarrer und Reformator (* um 1490)
- Konrad Grebel, Zürcher Kaufmannssohn, Mitbegründer der Täuferbewegung (* um 1498)
- Guo Xu, chinesischer Dichter (* 1456)
- Diego Kolumbus, spanischer Vizekönig von Hispaniola, Sohn des Christoph Kolumbus (* 1478/79)
- Jakob Salzmann, Schweizer Pädagoge und Reformator (* 1484)
- Jakob Schurtanner, Schweizer katholischer Priester, evangelisch-reformierter Pfarrer in Teufen und Reformator im Appenzellerland (* um 1450)

### Gestorben um 1526
- Pedro Álvares Cabral: portugiesischer Seefahrer, einer der ersten Europäer in Brasilien (* um 1467)
- Garci Sánchez de Badajoz, spanischer Lieddichter und Musiker (* um 1450–60)